# غالي
غالي (بالإنجليزية: Galle)‏ هي مدينة من مدن سريلانكا. هي عاصمة الإقليم الجنوبي وعاصمة مقاطعة غالي. يبلغ عدد سكانها 99,478 نسمة وذلك حسب إحصائيات سنة 2011. تبلغ مساحتها 16.52 كم². هي رابع أكبر مدينة في سريلانكا، بعد كولومبو وكاندي وجفنا. يصنف حيها العتيق وقلعتها الهولندية القديمة ضمن مواقع التراث العالمي لليونسكو.

## سكان غالى
| اصول سكان مدينة غالى (2001) | اصول سكان مدينة غالى (2001) | اصول سكان مدينة غالى (2001) | اصول سكان مدينة غالى (2001) | اصول سكان مدينة غالى (2001) |
| --------------------------- | --------------------------- | --------------------------- | --------------------------- | --------------------------- |
| السكان                      | السكان                      |                             | النسبة المئوية              | النسبة المئوية              |
| سنهاليون                    | سنهاليون                    |                             | 72.70%                      | 72.70%                      |
| مسلمون                      | مسلمون                      |                             | 25.55%                      | 25.55%                      |
| تاميل                       | تاميل                       |                             | 1.37%                       | 1.37%                       |
| آخرون                       | آخرون                       |                             | 0.38%                       | 0.38%                       |

## التسمية
ورد ذكر اسم المدينة  في كتاب رحلة ابن بطوطة بتسمية "قالي"، وكان ابن بطوطة قد زار المدينة سنة 1344. كانت المدينة تسمى قديما بتسمية جيمهاتيتا Gimhathitha، وهي تعني بالسنهالية العتيقة الميناء المحاذي لنهر جين. إلا أن الاسم الذي فرض نفسه مشتق من كلمة كالا ගාල්ල السنهالية التي ترمز إلى مكان ترعى فيه قطعان الأبقار. هناك فرضية أخرى حول أصل التسمية، ترجع إلى فترة الاستعمار الهولندي، وتربط اسم المدينة بكلمة كالوس Gallus الهولندية (و التي تعني ديك). 
ينطق اسم المدينة بالإنجليزية Gawl كاول، وبالسنهالية غار-لي.

## تاريخ المدينة

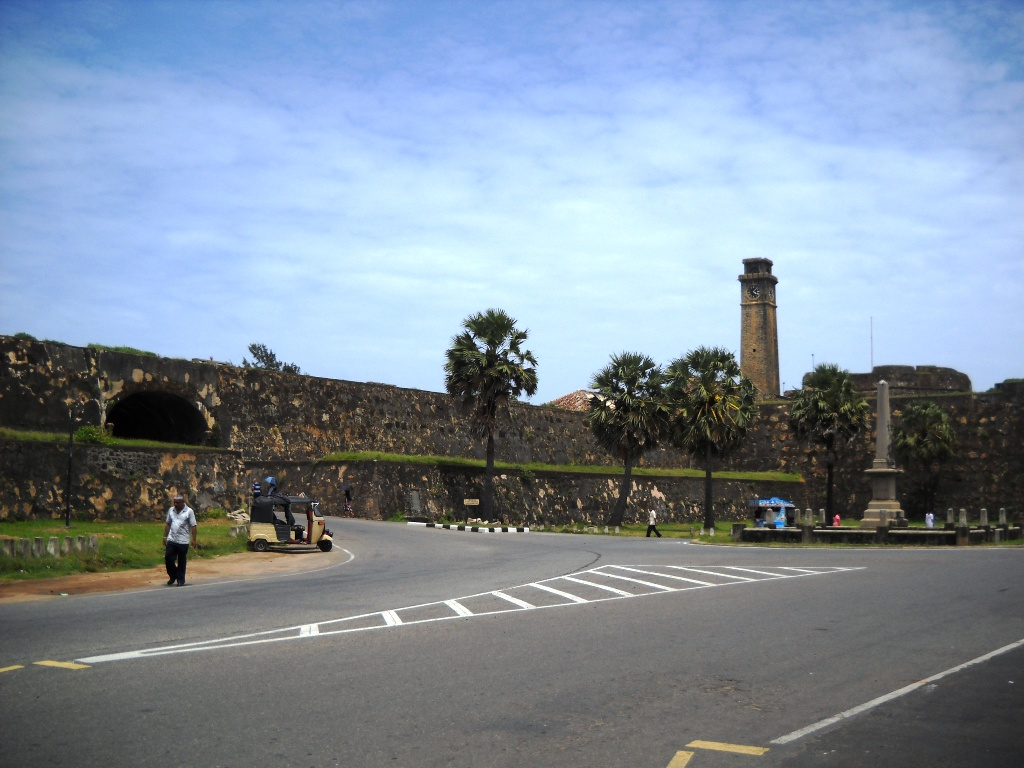
قلعة غالي

حسب فرضية تاريخية للرحالة والسياسي البريطاني جيمس تينيت، يمكن أن تكون غالي هي ميناء ترشيش، الذي ورد ذكره في العهد القديم، والذي كان الملك سليمان يجلب منه العاج والأحجار الكريمة.

قبل الاستعمار الأوروبي، كانت غالي ميناء مزدهرا ذا إشعاع عالمي، نظرا لموقع سريلانكا في ملتقى طرق بحرية مهمة. ورد ذكرها في خريطة العالم التي وضعها بطليموس بين 125 و150 سنة ق.م.

في 1505، كان البرتغاليون أول قوة أوروبية تستعمر المدينة، وهم من بنوا تحصيناتها وقلعتها في 1584. مرت غالي بعد ذلك إلى السيطرة الهولندية، إلى غاية 1796، سنة استعمار البريطانيين لسريلانكا. اتخذ البريطانيون من قلعة غالي مركزا إداريا للمدينة.

التاريخ الحديث للمدينة تطبعه كارثة زلزال المحيط الهادي لسنة 2004، والذي كانت غالي أكثر المدن السريلانكية تضررا منه، لوقوعها على بعد 1600 كلم من مركز الزلزال البحري. خلفت الكارثة آنذاك آلاف القتلى في المدينة.

## المعالم التاريخية
قلعة غالي: وهي مدينة صغيرة مبنية فوق شبه جزيرة، بتحصينات مبنية أساسا من الغرانيت. بنيت القلعة من طرف البرتغاليين في 1584. تتميز المدينة العتيقة بطراز معماري هجين بين الأسلوب الأوروبي والآسيوي، وتقطن فيها ساكنة متنوعة الأعراق والديانات. هي ضمن لائحة التراث العالمي لليونسكو، منذ 1986.

## وصلات خارجية
- الموقع الإلكتروني للمجلس البلدي لغالي